# Notomys alexis
Notomys alexis зустрічається в посушливих і напівпосушливих регіонах центральної та західної Австралії та має найбільшу територію поширення з усіх видів роду.

## Морфологічні особливості
Хутро на всій верхній частині тіла Notomys alexis світло-коричневе, але поступово стає більш каштановим до злегка сіруватого та білого від спини донизу. Довгий хвіст коричневий зверху і значно світліший знизу. На кінчику хвоста у них є китиця, але значно менша, ніж у споріднених видів. І самці, і самки мають горловий мішок. Дорослі особини можуть досягати ваги від 20 до 50 грамів. Довжина голови та тулуба становить від 91 до 177 мм. Їхній хвіст в середньому має довжину від 125 до 225 мм.

## Спосіб життя
Notomys alexis є розсіювачем насіння багатьох різних рослин. Це єдиний розсіювач насіння в посушливих регіонах Австралії разом із десятьма-дванадцятьма іншими видами дрібних ссавців.
Notomys alexis є нічним видом, який проводить час лише на землі. Цілий день вона спить у глибоких печерах під піском. Їхніми хижаками є динго, сови, більші змії та завезені домашні коти. Ця миша дуже товариська і живе групами до десяти тварин. Ці групи живуть у глибоких норах, які з’єднані з іншими групами багатьма ходами. У групі тварини мають найміцніші зв'язки з членами власної родини. Коли кількість особин у групах стає занадто великою, деякі тварини залишають їх і утворюють власну групу або приєднуються до меншої. У неволі великі групи можуть призвести до того, що тварини вбивають власне потомство, оскільки дорослі особини не можуть втекти з групи через брак місця.
Види роду використовують два різні способи пересування: вони можуть стрибати на всіх чотирьох ногах або тільки на задніх лапах. Однак ця спеціалізація стрічається лише у двох із семи видів роду. Оскільки тварини живуть у посушливих регіонах, вони багатьма способами обмежили втрату води. Сечовипускання та дефекація обмежені тим, що є абсолютно необхідним. Вони також проводять спекотні години дня в приємно прохолодних норах. Температура в печерах завжди залишається постійною як вдень, так і вночі.
Після настання темряви тварини залишають свою печеру, щоб під покровом темряви шукати насіння, зелені рослини та іноді комах. Одне дослідження показало, що їхній раціон приблизно на 50% складається з насіння і на 50% безхребетних. Вони також доповнюють свій раціон зеленими рослинами. Дослідження довело, що ця миша всеїдна. Життєво необхідну воду отримує лише з їжі. Невеликої кількості води достатньо, щоб організм міг вижити.